# Passatge de Torrefeta
Passatge de Torrefeta és un pas cobert de Torrefeta, al municipi de Torrefeta i Florejacs (Segarra), inclòs a l'Inventari del Patrimoni Arquitectònic de Catalunya.

## Descripció
Aquest passatge està format per dos trams ben diferenciats que uneixen la Plaça Major, punt més elevat de la vila, amb el C/ Sastre. Té una planta amb forma de "L" invertida. En el seu braç més llarg trobem un arc apuntat que funciona com a punt d'incisió, en el qual durant un metre queda al descobert. És una obra arquitravada que deixa entreveure les antigues bigues de fusta, tot i que actualment s'ha reforçat amb bigues de formigó.
El paviment es troba enllosat i té un lleuger pendent que salva el nivell d'un extrem a l'altre del passatge.